# Samuel Ringgold (homme politique)
Pour les articles homonymes, voir Samuel Ringgold.
Samuel Ringgold (15 janvier 1770 - 18 octobre 1829), démocrate-républicain, a siégé à la Chambre des représentants des États-Unis de 1810 à 1821, à l'exception d'une absence de deux ans. Il a été brigadier général dans la milice du Maryland pendant la guerre de 1812 et père de deux fils aux carrières militaires distinguées, Samuel et Cadwalader.

## Vie et carrière
Né à Chestertown, dans le Maryland, Ringgold a suivi une scolarité limitée, puis s'est installé dans le comté de Washington, dans le Maryland, où il a pratiqué l'agriculture et a fait partie de la sacristie de l'église Saint John's à Hagerstown, dans le Maryland. À 25 ans, il est élu à la Chambre des délégués du Maryland (1795), puis au Sénat de l'État du Maryland (1801-1806).
Il est membre de la Chambre des représentants des États-Unis, représentant le quatrième district du Maryland du 15 octobre 1810 au 3 mars 1815. Au cours de sa carrière militaire, Ringgold a notamment servi pendant la guerre de 1812 et a été brigadier général dans la milice du Maryland. Il est à nouveau élu à la Chambre des représentants du 4 mars 1817 au 3 mars 1821.
Sa première femme, Maria, était la fille du général John Cadwalader, qui avait servi dans l'armée continentale pendant la guerre d'Indépendance. Elle est décédée en 1811. Deux ans plus tard, Samuel Ringgold a épousé Marie Antoinette Hay, la mère de cinq des onze enfants de Ringgold. Marie Antoinette Hay était la fille de George Hay, procureur du district de Virginie, qui représentait le gouvernement dans les poursuites engagées contre Aaron Burr pour trahison. La seconde épouse de George Hay était Eliza Kortright Monroe, fille du président James Monroe, et belle-mère de Marie Antoinette Hay. Après la mort de Samuel Ringold, Marie a épousé Robert Mackey Tidball.
Après avoir quitté le Congrès, Ringgold est retourné dans sa propriété, Fountain Rock, qui a accueilli la Chapel in the Woods (chapelle dans les bois) et qui est aujourd'hui le site de l'école Saint James. Fondée en 1842, Saint James est l'un des plus anciens internats épiscopaux des États-Unis.
Il est mort à Frederick, dans le Maryland, et est enterré au cimetière de Fountain Rock, près de Hagerstown, dans le Maryland.

## Les enfants de Ringgold
Ringgold a eu trois fils qui ont servi dans l'armée et une fille qui a épousé un général de l'armée. Le plus distingué de ses fils est Samuel (1796-1846), officier dans l'armée américaine pendant la guerre américano-mexicaine. Cadwalader Ringgold (1802-1867), officier de marine, s'est également distingué. Il a participé à l'expédition d'exploration des États-Unis en tant que commandant du Porpoise et a ensuite dirigé une autre expédition dans le nord-ouest du Pacifique. Il a participé à la guerre de Sécession avant de prendre sa retraite en tant que contre-amiral.
Le beau-fils, George Hay Ringgold (1814-1864), diplômé de l'Académie militaire des États-Unis en 1833, quitte l'armée pour devenir fermier, mais la réintègre en 1846. Il fut responsable des payeurs du département du Pacifique de 1861 jusqu'à sa mort à San Francisco, en Californie. George Hay Ringgold a été enterré au cimetière de Calvary, qui fait maintenant partie de Cypress Lawn, dans le comté de San Mateo, en Californie. Il était un érudit, un dessinateur et un peintre accompli.
Une fille, la " belle et accomplie " Marie Antoinette Ringgold (fille de la seconde épouse et nommée d'après elle), épousa l'éminent général Henry Morris Naglee à San Francisco le 26 mai 1865, après la mort de son frère.